# Rhodostrophia borealis
Rhodostrophia borealis är en fjärilsart som beskrevs av Swinhoe 1889. Rhodostrophia borealis ingår i släktet Rhodostrophia och familjen mätare. Inga underarter finns listade.